# Lumen Film
La Lumen Film è stata una casa di produzione cinematografica svizzera attiva anche in Sicilia.

## Storia
Fondata a Losanna, la Lumen Film inizialmente produsse Une aventure de Redzipet (1908) e Roulez tambours! (1913). Nel 1914, alla vigilia dello scoppio della Prima guerra mondiale, la casa di produzione elvetica istituì una propria succursale a Palermo al fine di produrre lungometraggi di stampo poliziesco funzionali alla propaganda antitedesca. A dirigere la succursale palermitana fu chiamato il regista Albert Roth-de-Markus, che si avvarrà anche della collaborazione di Gian Orlando Vassallo e Paolo Azzurri.
Nel 1915 saranno prodotti Profumo mortale e, in co-produzione con la Lucarelli Film, Il romanzo fantastico del Dr. Mercanton o il giustiziere invisibile, distribuiti a livello europeo. Tuttavia, poco dopo, la casa di produzione elvetico-siciliana cesserà le proprie attività a causa del conflitto mondiale.